# إسحاق لاسي
إسحاق لاسي (بالإنجليزية: Isaac Lacey)‏ هو سياسي أمريكي، ولد في 1 ديسمبر 1776، وتوفي في 28 أبريل 1844. انتخب عضو جمعية ولاية نيويورك وانتخب عضو مجلس ولاية نيويورك.